# Halsamudra, Gangawati
Halsamudra là một làng thuộc tehsil Gangawati, huyện Koppal, bang Karnataka, Ấn Độ.